# Годманис, Иварс
И́варс Го́дманис (латыш. Ivars Godmanis; род. 27 ноября 1951, Рига, Латвийская ССР, СССР) — латвийский государственный и политический деятель.

## Биография
Родился в Риге 27 ноября 1951 года в семье доктора сельскохозяйственных наук Теодораса Годманиса.
Учился в 1-й Рижской средней школе, с 1968 года играл на барабанах в студенческом ансамбле, позже в группе «Феликс». Высшее образование получил на физико-математическом факультете Латвийского государственного университета.
С 1972 года работал преподавателем в том же университете, в 1983 году защитил кандидатскую диссертацию по физическим наукам. С 1984 по 1988 год работал младшим научным сотрудником в Институте физики твердого тела. В 1987 году он завершил обучение в Университете Граца в Австрии; в 1992 году получил степень доктора физических наук.
Политическую карьеру сделал в Народном фронте Латвии (НФЛ), образованном в советское время и боровшемся за восстановление независимости Латвии. В 1989 году он стал заместителем председателя НФЛ, в 1990 году был избран депутатом Верховного совета, а с 1990 по 1993 год возглавлял Совет министров. С мая 1990 по март 1991 являлся членом Совета министров СССР вместе с главами правительств других союзных республик.

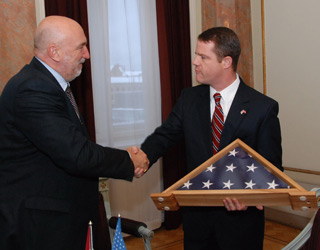
Иварс Годманис и посол США Ларсон

В 1993 году баллотировался в 5-й парламент по списку НФЛ, однако партия не преодолела 4-процентный барьер, и И. Годманис временно ушел из политики.
В августе 1996 года И. Годманис был избран в исполнительный комитет Латвийского Олимпийского комитета, а в 1997 году вступил в партию «Латвияс цельш» (ЛЦ). В 1998 году он был избран в Сейм по списку этой партии и занимал должность министра финансов в правительстве Вилиса Криштопанса.
В 2002 году Годманис не прошёл в 8-й Сейм, а в 2006 году он вновь стал депутатом от объединенного списка Латвийской Первой партии и ЛЦ. В предыдущем правительстве Айгарса Калвитиса занимал должность министра внутренних дел. В апреле 2007 года Годманис был выдвинут кандидатом на пост президента Латвии, однако позже свою кандидатуру отозвал. В декабре 2007 года вновь возглавил правительство страны. В условиях нарастания социального кризиса в стране 20 февраля 2009 года был вынужден подать в отставку с поста премьер-министра.
18 июня 2008 года Годманис попал в ДТП. Автомобиль, в котором ехал премьер-министр, столкнулся с микроавтобусом. После аварии был доставлен в больницу с сотрясением мозга и трещиной височной кости. Кроме самого премьер-министра в аварии также пострадала пожилая пассажирка автобуса.
С августа 2011 года женат на госсекретаре МВД Илзе Петерсоне. У Годманиса трое детей от первого брака с Рамоной Годмане: Рихард, Катрина и Эдгар.

## Награды
- Медаль Балтийской ассамблеи (2009)[1].